# 프리즘 (감시 체계)

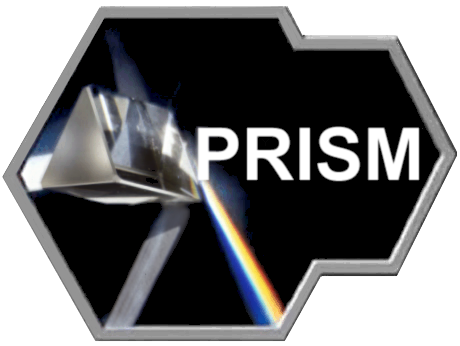
프리즘 감시 프로그램의 로고

프리즘(PRISM)은 2007년부터 이어져온 미국 국가 안보국(NSA)의 국가 보안 전자 감시 체계 (Clandestine National Security Electronic Surveillance) 중 하나이다. 프리즘은 공식적으로 알려진 정부의 정보 수집 작업인 SIGAD US-984XN의 한 코드 네임이다. 2007년 9월 11일, 미국의 조지 W. 부시 전 대통령이 서명한 2007년 미국 보안법에 의거해 NSA의 대규모 국내외 감시 체계가 출범했다. NSA의 관할 하에 있었던 5년 이후, 2013년 6월 6일 전직 요원이었던 에드워드 스노든은 "대량 정보 수집의 범위가 일반 대중에게까지 미치고 있다"며 "'위험한' 활동과 '범죄적인' 활동까지 감시되고 있다."고 프리즘의 감시 범위가 광범위함을 폭로했다.
반면, 스노든의 폭로가 확산되자 미국 정부 관계자는 곧 가디언지와 워싱턴 포스트의 보도에 대해 "국가는 영장 없이 국민을 사찰할 수 없으며, 프리즘은 테러를 방지하고 지방의 행정, 입법, 사법 지부에 대한 연방 정부의 독립적인 감독 기관으로서의 역할을 하는 기관"이라며 이의를 제기했다. 또한 NSA 국장 키스 B. 알렉산더는 "프리즘은 전 세계 50회 이상의 잠재적인 테러 공격을 방지하는 데 도움(미국의 경우 10회 이상)이 되었으며 2001년부터 2013년까지 프리즘은 이러한 테러의 90%를 방지하는 데에 기여한 셈"이라고 주장했다. 미국 대통령 버락 오바마는 독일 방문 중 NSA의 정보 수집에 관해 "우리가 사람들을 보호할 수 있는 국한되고 협소한 지시 체계"라고 언급했다.

## 같이 보기
- 대량 감시
- 에셜론
- 테러리스트 감시 프로그램
- 대통령 감시 프로그램
- NSA의 영장 없는 감시 논란